# Operation Ten-Go
Operation Ten-Go (天號作戰 (kyūjitai) eller 天号作戦 (shinjitai) Ten-gō sakusen) var den sista stora japanska marina operationen i Stillahavskriget under andra världskriget.
I april 1945 startade det japanska slagskeppet Yamato, världens största slagskepp, tillsammans med nio andra örlogsfartyg en självmordsattack mot de allierade styrkorna i slaget om Okinawa. De japanska styrkorna anfölls, stoppades och blev nästan helt förstörda av amerikanska, hangarfartygsbaserade flygplan innan de hade nått Okinawa. Yamato och fem andra japanska fartyg sänktes.
Sjöslaget visade tydligt på USA:s luftherravälde i det här stadiet av kriget och på oeskorterade ytfartygs sårbarhet mot flyganfall. Slaget visade också japanernas beredvillighet att offra sin egen personal i desperata försök (se kamikaze) att bromsa de allierades frammarsch mot Japans fastland.

## Bakgrund
Våren 1945, efter slaget om Salomonöarna, slaget om Filippinska sjön och slaget vid Leytebukten var den, en gång stora, kejserliga japanska flottan reducerad till en handfull stridsdugliga örlogsfartyg och några få flygplan och piloter. De flesta stora fartygen i den kombinerade flottan var stationerade vid hamnar i Japan, de flesta i Kure, Hiroshima.
Efter erövrandet av Saipan och Iwo Jima inledde de allierade styrkorna en kampanj mot de japanska hemöarna. Som nästa steg före en planerad invasion av det japanska fastlandet invaderade allierade styrkor Okinawa den 1 april 1945. I mars 1945 mötte höga japanska militärledare kejsare Hirohito för att avgöra hur Japan skulle försvara Okinawa. Officerarna förklarade att armén skulle utföra en omfattande flygattack mot de allierade, däribland med användning av kamikaze. Kejsaren ska enligt uppgift ha frågat: "Men flottan då? Vad ska den göra för att hjälpa till med Okinawas försvar?" Härvid kände sig de höga militärerna pressade av kejsarens utspel, och tänkte ut ett kamikaze-likt uppdrag för deras resterande operativa stora fartyg som inkluderade slagskeppet Yamato.
Den resulterande planen – utformad under befälhavaren för den Kombinerade flottan, amiral Soemu Toyoda – innebar att slagskeppet Yamato och dess eskortfartyg skulle attackera amerikanska flottan som stöttade de amerikanska landstigningstrupperna som skulle gå iland på västra sidan av ön. Yamato och hennes eskorter skulle kämpa sig väg mot Okinawa och placera sig mellan städerna Higashi och Yomitan på Okinawa och strida som kustartillerier tills de var förstörda. Sedan fartygen hade förstörts skulle den överlevande besättningen överge skeppen, ta sig iland och fortsätta striden mot amerikanarna. Väldigt begränsat, om ens något, japanskt flygstöd skulle understödja fartygen, vilket skulle lämna dem nästan hjälplösa mot koncentrerade amerikanska luftattacker. Som förberedelse, lämnade de beordrade fartygen Kure för att bege sig till staden Tokuyama (nuvarande Shūnan), Yamaguchi, utanför Mitajiri, Japan den 29 mars. Fast amiral Seiichi Ito, befälhavare för stridsgruppen Ten-Go, lydde order för att förbereda för uppdraget, vägrade han i själva verket att beordra sina fartyg att genomföra det eftersom han tyckte att planen var fruktlös och oekonomisk.
Viceamiral Ryunosuke Kusaka flög den 5 april till Tokuyama i ett sista försök att övertyga de utpekade befälhavarna av den Kombinerade flottan, däribland amiral Ito, att acceptera planen. När marinofficerarna först hörde talas om planen (den hade hållits hemlig för de flesta av dem), höll de enhälligt med amiral Ito av samma anledningar som Ito hade fört fram. Amiral Kusaka förklarade då att flottans attack skulle hjälpa till att avleda amerikanskt flyg från den japanska arméns planerade attacker på den amerikanska flottan vid Okinawa. Han förklarade dessutom att både Japans ledare och kejsaren, hade sagt att de förväntade sig att flottan skulle göra allt vad den kunde för att försvara Okinawa. 
När amiralerna hörde detta, gav de efter och accepterade planen. Fartygens besättning informerades och gavs chansen att dra sig ur om man så önskade – ingen tog den. Nya, sjuka och orkeslösa besättningsmän blev dock beordrade att lämna skeppen. Fartygens besättning sysselsatte sig sedan med några sista-minuten övningar som förberedelse för uppdraget, i huvudsak olika säkerhetskontroller. Vid midnatt tankades fartygen. Enligt uppgift trotsade man utsatta order om att bara tanka fartygen precis tillräckligt för att nå Okinawa, och istället tankade personalen i Tokuyama slagskeppet Yamato och de andra fartygen med allt bränsle som fanns kvar i hamnen. Detta skulle dock troligen ändå inte räcka för att styrkan skulle kunna återvända till Japan från Okinawa.

## Slaget

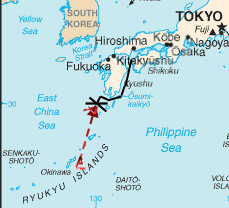
Rutter för den japanska styrkan (svart linje) och amerikanska hangarfartyg (röda streck) till stridsområdet.

Den 6 april klockan 16.00 lämnade Yamato med amiral Ito ombord, den lätta kryssaren Yahagi och åtta andra jagare hamnen i Tokuyama för att påbörja sitt uppdrag. Två amerikanska ubåtar, USS Threadfin och USS Hackleback, siktade skeppen vid Bungokanalen, men kunde inte attackera. I stället meddelade de upptäckten till flottans ledning.
Vid gryningen den 7 april passerade den japanska styrkan Ōsumihalvön och seglade nu på öppet hav från Kyushu mot Okinawa. De bytte till en mera defensiv formation, med Yahagi som flaggskepp. De åtta jagarna bildade en ring runt de två större skeppen, med ett avstånd på 1500 meter från varandra. De höll en fart av 20 knop. En av de japanska jagarna, Asashimo, fick maskinproblem och vände tillbaka. Amerikanska spaningflygplan började skugga fartygen. Klockan 10.00 vände de japanska fartygen västerut för att det skulle se ut som att man drog sig tillbaka, men 11.30, efter man blivit upptäckt av två amerikanska flygbåtar av modell PBY Catalina (som Yamato öppnade eld mot med sina 460 mm pjäser), vände man tillbaka mot Okinawa.
Befälhavaren för amerikanska sjunde flottan, amiral Raymond A. Spruance, mottog kontaktrapporter tidigt på morgonen den 7 april och beordrade stödstyrkan under amiral Morton Deyos befäl att genskjuta och tillintetgöra den japanska operationsstyrkan. Stödstyrkan bestod av gamla slagskepp, mestadels av dem som räddats och bärgats vid Pearl Harbor. Deyo förflyttade sig för att verkställa sin order men viceamiral Marc Mitschers Task Force 58 hann före och sände ut attackflyg utan Spruances order.

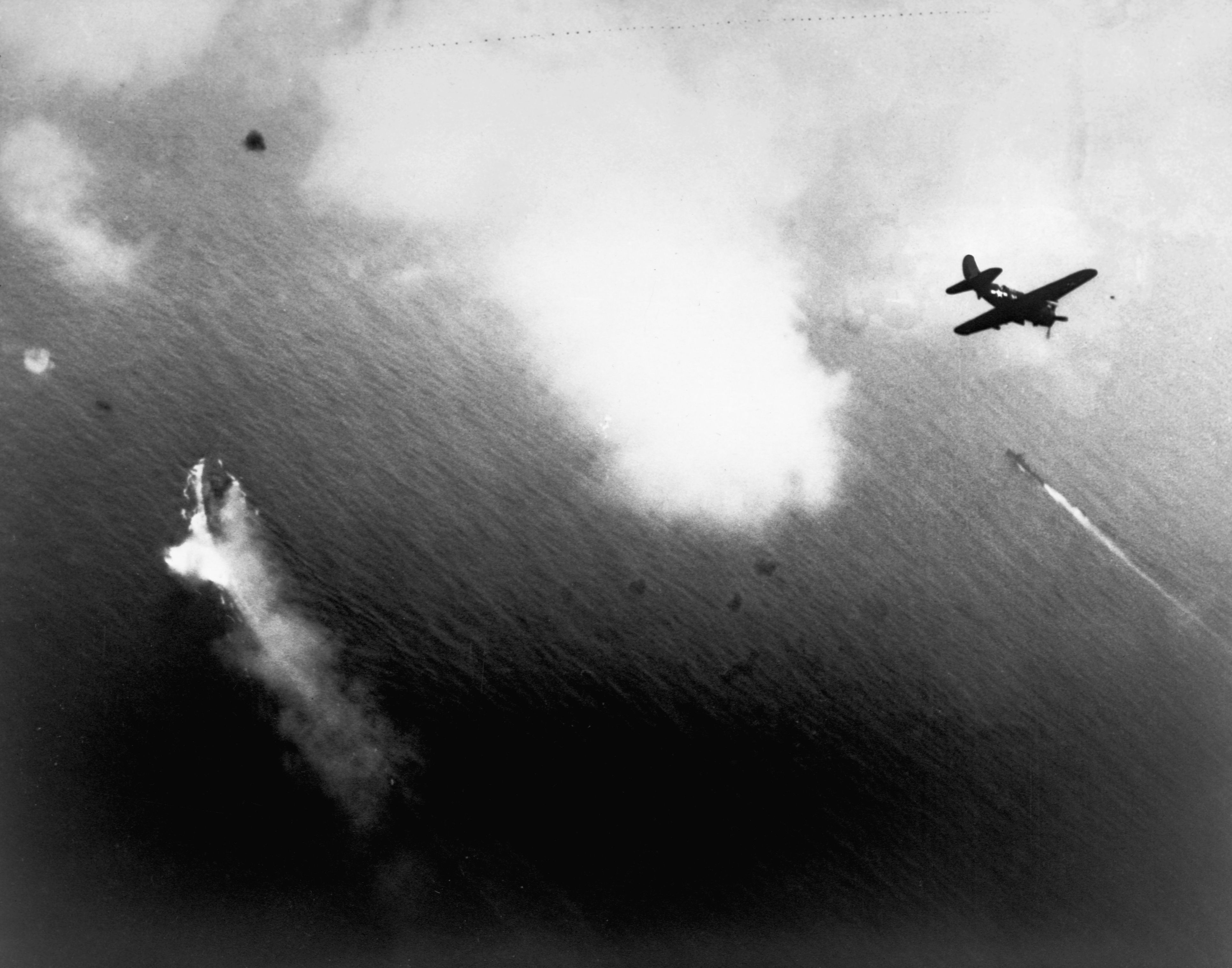
Amerikanskt flyg, som till exempel den här Curtiss Helldiver, börjar sina attacker mot Yamato (vänster). En japansk jagare till höger i bilden.

Klockan 10.00 samma dag, skickade Task Force 58 i flera anfallsvågor ut nära 400 flygplan, som befann sig på 11 hangarfartyg (Hornet, Bennington, Belleau Wood, San Jacinto, Essex, Bunker Hill, Hancock, Bataan, Intrepid, Yorktown och Langley) strax öster om Okinawa. Flygplansflottan bestod av jaktflygplan av modell F6F Hellcat, störtbombare av modell  SB2C Helldiver och torpedflygplan av modell TBF Avenger. En flottilj om sex slagskepp (Massachusetts, Indiana, New Jersey, South Dakota, Wisconsin och Missouri), två kryssare (Alaska och Guam) och jagare var redo att hejda den japanska styrkan om flyganfallen inte lyckades.
Eftersom de japanska skeppen saknade flygeskort kunde det amerikanska flyget planera sina attacker utan risk att bli anfallna i luften. De amerikanska plan som anlände till platsen efter två timmars flygning från Okinawa, kunde således cirkla runt de japanska fartygen just utanför luftvärnsavstånd, som gjorde att de metodiskt kunde iståndsätta attacker mot japanska krigsfartyg nedanför. Den första vågen av amerikanska hangarfartyg nådde de japanska fartygen cirka klockan 12.30. De japanska skeppen ökade sin hastighet till 25 knop (46 km/h) och började med undanmanövrer för att undvika att bli beskjutna samt öppnade eld med sina luftvärnskanoner. Yamato bar med sig nästan 150 luftvärnskanoner, däribland hennes massiva 460 mm kanoner som kunde skjuta speciella luftvärnsgranater av modell "Common Type 3". De amerikanska torpedplanen attackerade huvudsakligen från babord sida, så om torpederna träffade skulle fartygen lättare kapsejsa.

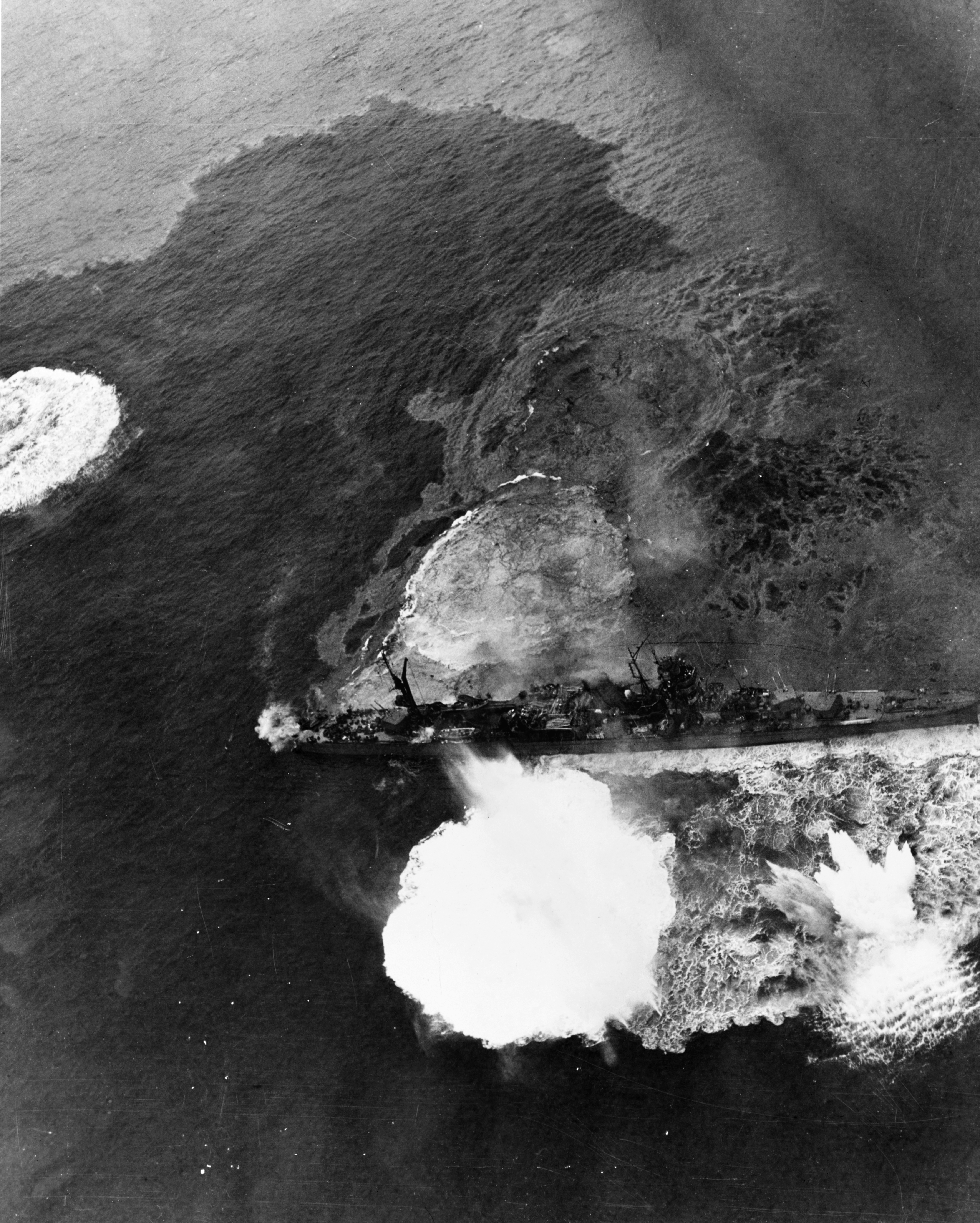
Lätta kryssaren Yahagi under intensiva bomb- och torpedattacker.

Klockan 12.46 träffades Yahagi av en torped. Den träffade mitt i maskinrummet och dödade samtliga besättningsmän där. Yahagi stannade helt och träffades av minst sex torpeder och 12 bomber till. Den japanska jagaren Isokaze försökte undsätta Yahagi, men attackerades, skadades svårt och sjönk kort därefter. Yahagi kapsejsade och sjönk klockan 14.05.
Under den första attackvågen utförde Yamato undvikande manövrer som gjorde att de flesta bomberna och torpederna missade, men Yamato träffades ändå av två pansarbrytande bomber och en torped. Hennes hastighet påverkades inte, men en av bomberna orsakade en brand i aktern vilken aldrig släcktes. Under den första vågen träffades också Hamakaze och Suzutsuki vilka skadades svårt och togs ur strid. Hamakaze sjönk senare.

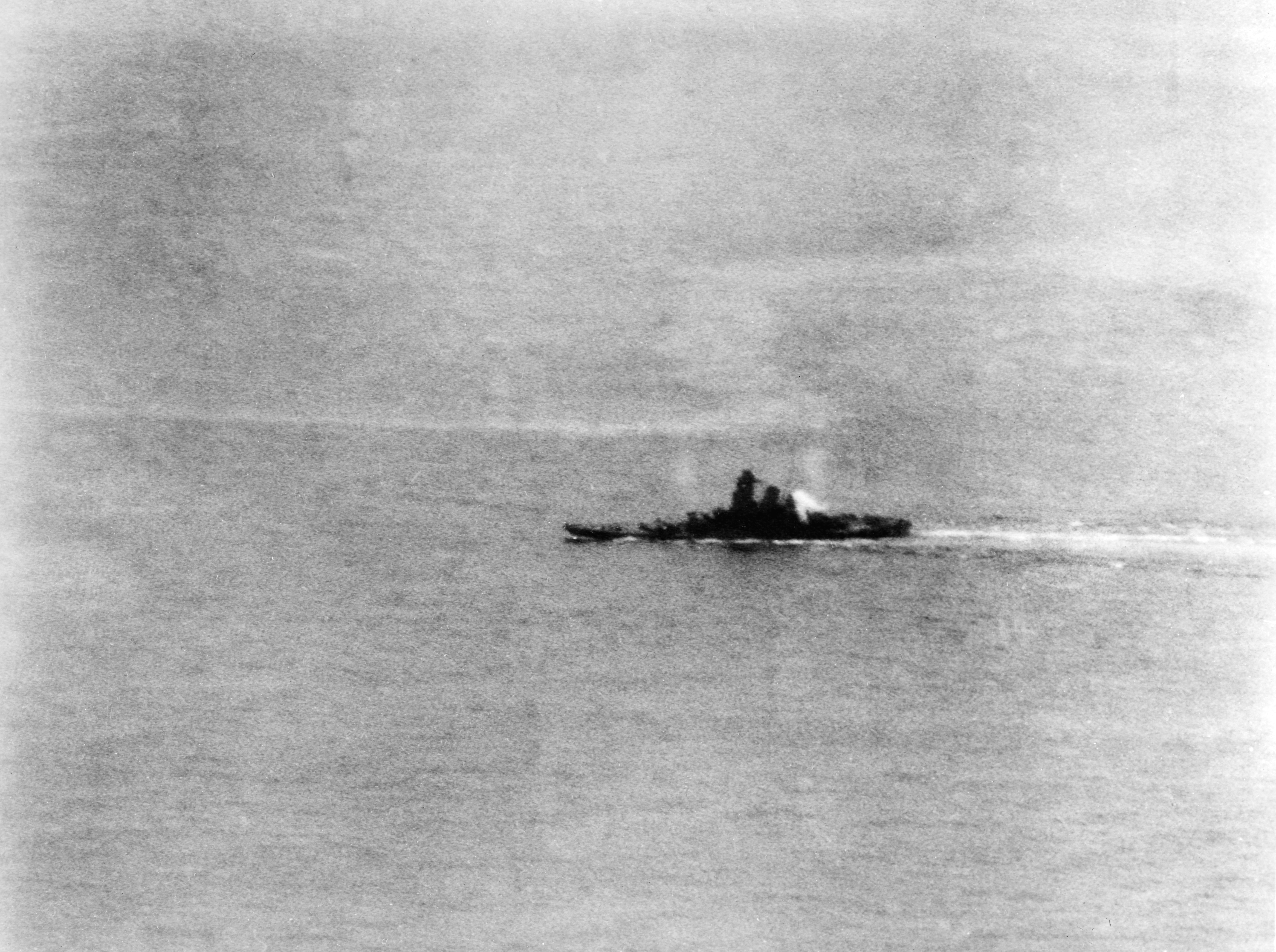
Yamato brinnande med slagsida åt babord.

Mellan klockan 13.20 och 14.15 attackerade den andra och tredje vågen av amerikanskt flyg. Flygattacken koncentrerades på Yamato. Fartyget träffades vid det här anfallet av minst åtta torpeder och upp till 15 bomber. Bomberna gjorde stor skada på fartygets översida och slog ut el till centralinstrumenten på fartyget, vilket gjorde att luftvärnskanonerna bara kunde avlossas manuellt, något som kraftigt reducerade deras verkningsgrad. Torpedträffarna, nästan alla på babord sida, gjorde att Yamato hade kraftig slagsida och höll på att kapsejsa. Den vattenskadade kontrollcentralen hade förstörts av en bombträff vilket gjorde det omöjligt att pumpa ut vattnet ur de specialdesignade områdena i fartygets skrov för att bekämpa skrovskador. Klockan 13.33 gjordes ett sista desperat försök att undvika kapsejsning genom att vattenfylla maskin- och pannrum på styrbords sida. Det mildrade skadan men gjorde också att flera hundra man som arbetade i dessa områden drunknade utan att det givits någon varning om att deras arbetsområden skulle fyllas med vatten. Genom förlusten av babords maskiner och vikten av allt vatten gjorde att Yamoto nu drev i 10 knops fart.
När Yamato drev långsammare och blev lättare att träffa, koncentrerade sig amerikanskt flyg på att träffa hennes roder och akter med torpeder, något som också lyckades. Klockan 14.02, när det rapporterades att fartyget inte längre kunde styra och höll på att sjunka beordrade amiral Ito att uppdraget skulle avbrytas, att fartyget skulle överges och att de andra fartygen skulle rädda överlevande. Detta meddelande spreds genom signalflaggor, eftersom hennes kommunikationsradio var förstörd.

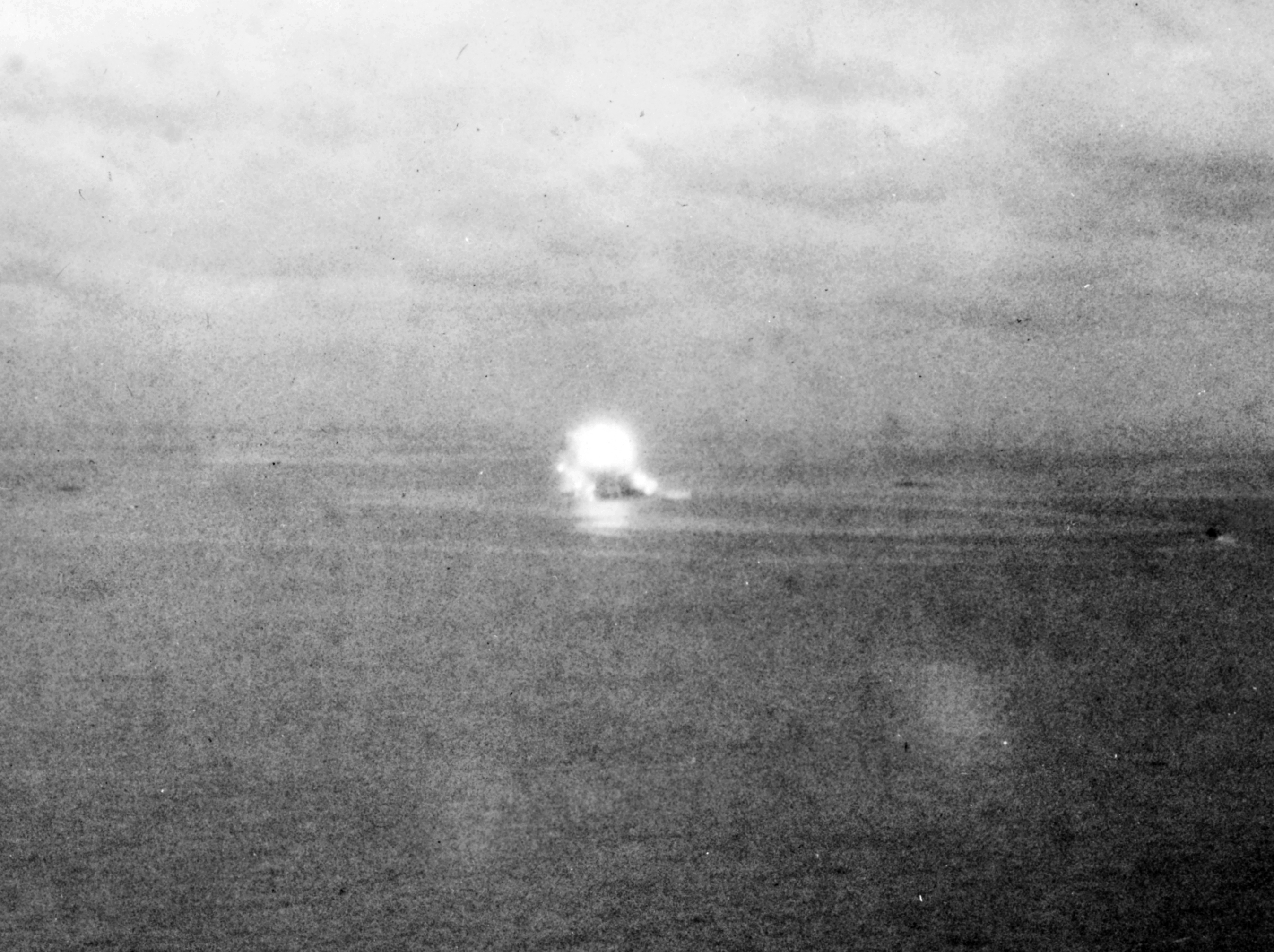
Det enda kända fotot av när Yamato exploderar. Fartyget kapsejsade efter flera bomb- och torpedträffar.

Klockan 14.05 stannade Yamato tvärt och började kapsejsa. Amiral Ito och kaptenen vägrade dock lämna fartyget med de resterande överlevande. Klockan 14.20 började hon sjunka helt (30°22′N 128°04′Ö / 30.367°N 128.067°Ö). Klockan 14.23 sprängdes plötsligt hela Yamato i en enorm explosion som hördes och syntes över 200 km bort i Kagoshima. Det bildades ett jättelikt svampmoln, som steg till cirka 6 000 meter. Den väldiga explosionen tros ha skett när bränderna nått fram till ammunitionsförrådet.
Den japanska jagaren Asashimo bombades av amerikanskt flyg när hon försökte ta sig in i hamn. Kasumi sänktes också av amerikanskt flyg under slaget. Suzutsuki träffades i bogen som slets bort, men fartyget lyckades ta sig till Sasebo, nära Nagasaki genom att backa hela vägen.
De återstående tre mindre skadade japanska jagarna Fuyuzuki, Yukikaze och Hatsushimo lyckades rädda 280 överlevande från Yamato (källor ger delade meningar om storleken på Yamatos besättning, mellan 2 750 och 3 300 man), 555 från Yahagi (ur en besättning på 1 000) och strax över 800 från Isokaze, Hamakaze och Kasumi. Mellan 3 700 och 4 250 japaner omkom i slaget. Fartygen tog överlevande till Sasebo.

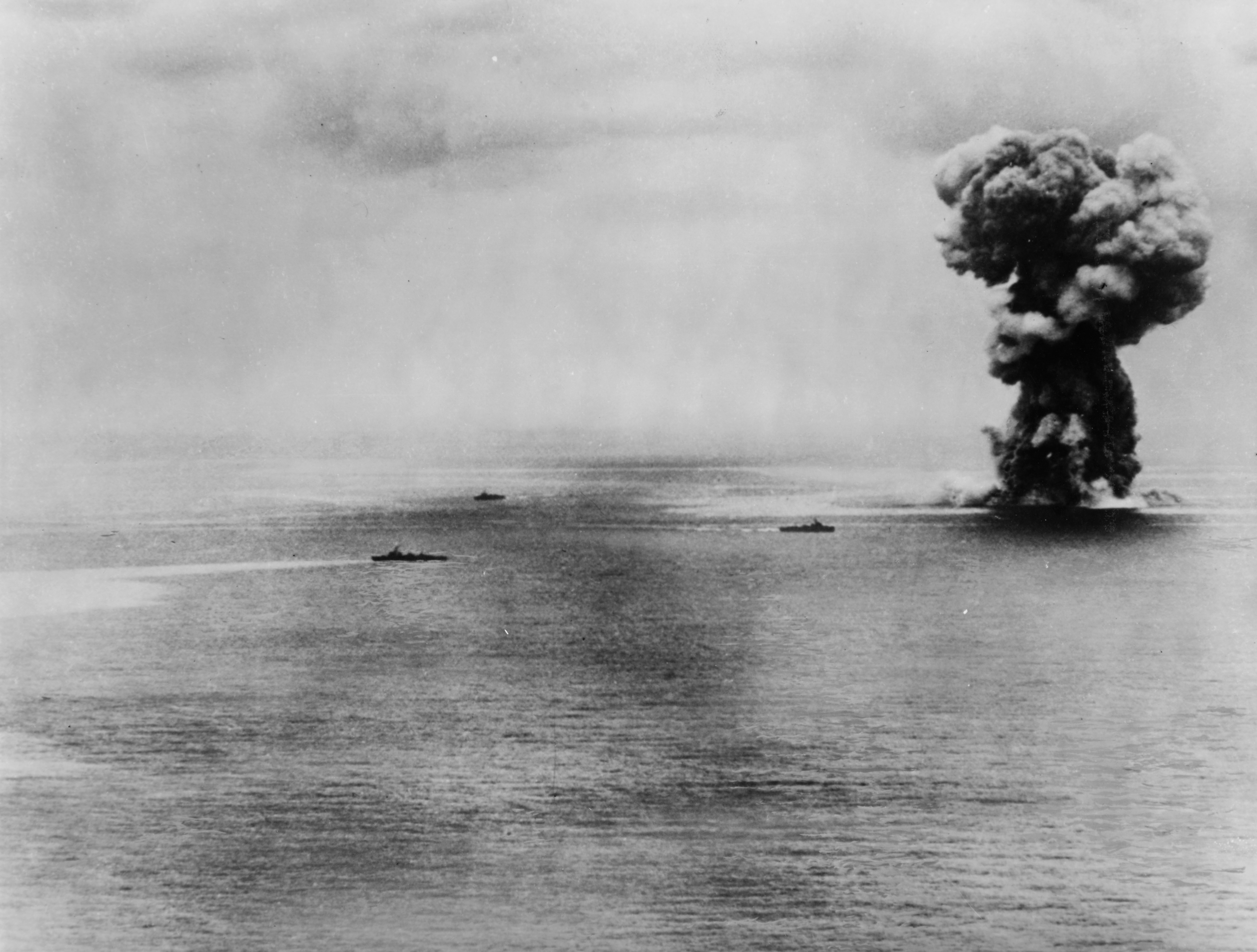
Yamato strax efter att hon exploderat.

Totalt tio amerikanska flygplan sköts ner av luftvärn från japanska fartyg; vissa piloter räddades av sjöflygplan eller ubåtar. Totalt förlorade USA 12 man. Vissa japanska överlevande rapporterade att amerikanska jaktplan sköt med kulsprutor mot överlevande japaner i vattnet. Japanska överlevande har också rapporterat att amerikanskt flyg tillfälligt stoppade attacken mot de japanska jagarna under tiden de plockade upp överlevande från vattnet.
Under slaget attackerade japanerna amerikanska skepp vid Okinawa, som utlovat, men lyckades inte med att sänka några skepp. Ungefär 115 flygplan, många av dem kamikaze, attackerade amerikanska fartyg den 7 april. Kamikazeflyg träffade hangarfartyget Hancock, slagskeppet Maryland och jagaren Bennett, vilket orsakade små skador på Hancock och Maryland och en större skada på Benett. Japanerna förlorade cirka 100 flygplan under attacken.

## Efterspel
Ten-Go var den sista stora japanska operationen under kriget och de övriga japanska fartygen hade ingen större roll i den fortsatta konflikten. Suzutsuki reparerades aldrig. Fuyuzuki reparerades men gick på en amerikansk sjömina vid Moji i nuvarande Kitakyūshū den 20 augusti 1945 och reparerades inte efter detta. Yukikaze klarade kriget nästan oskadd. Hatsushimo gick på en amerikansk sjömina den 30 juli 1945 nära Maizuru och blev den 129:e och sista japanska jagaren som sänktes i kriget.
Okinawa förklarades säkrat av de allierade styrkorna den 21 juni 1945, efter ett intensivt och kostsamt slag. Japan kapitulerarade i augusti 1945 efter att ha blivit kärnvapenbombat två gånger. Den rådande japanska viljan att offra så många av sina invånare med suicidala taktiker som Operation Ten-Go och slaget om Okinawa var en faktor i de allierades beslut att använda kärnvapen mot Japan.
Operationen är välkänd i Japan. Det japanska folket och den japanska kulturens bild av händelsen är att Operation Ten-Go var ett hjältedåd utfört av japanska sjömän för att försvara sitt land.[källa behövs] En av orsakerna till att händelsen har sådan stor betydelse i japansk kultur är att namnet Yamato ofta används som ett poetiskt namn för Japan. Därav kunde slutet för slagskeppet Yamoto verka som en metafor för slutet för det japanska imperiet.